# Cecilia Algotsdotter
 (octobre 2019).
Si vous disposez d'ouvrages ou d'articles de référence ou si vous connaissez des sites web de qualité traitant du thème abordé ici, merci de compléter l'article en donnant les références utiles à sa vérifiabilité et en les liant à la section « Notes et références ».
Cecilia Algotsdotter (également Cecilia Rosa ) est une figure littéraire de la trilogie de Jan Guillou sur Arn Magnusson . Depuis qu’il ya vraiment une Cecilia Rosa, femme au foyer à Forsvik , elle est en partie basée sur une personnalité historique.
Cecilia Rosa est une descendante de Pålsätten, mais se considère comme l'une des Folkungaät, la famille d'Arn. Elle est le grand amour d'Arn et est parfois considérée comme l'autre protagoniste de la trilogie. Cependant, la relation d'Arn est presque terminée avant même d'avoir commencé. Ceci est dû au fait que les Sverkersät, qui sont les ennemis du peuple, veulent que le guerrier habile Arn soit à l'écart, et que la sœur de Cecilia, Katarina, révèle qu'Arn, fortement en état d'ébriété, a également couché avec elle. Quand il est condamné à vingt ans de pénitence pour avoir couché avec deux sœurs, Cecilia reçoit également la même peine sévère. Il doit devenir un chevalier du temple et elle est emprisonnée dans le monastère de Dieu . Son fils Magnus (qui est basée sur une personne historique) lui est enlevée immédiatement après sa naissance et elle est sévèrement tourmentée par la méchante abbesse Mère Rikissa. C'est à ce moment-là dans le monastère qu'elle s'appelle Cecilia Rosa, pour la séparer de son amie Cecilia Blanka. Après beaucoup de si et mais ils peuvent au moins finir par se marier et avoir leur fille Alde. Après la mort d'Arn dans la bataille de Gestilren , Cecilia vit à Forsvik, constamment soignée par son petit-fils, Birger . Elle meurt lors d'une des nombreuses attaques de Knut Lange contre les enfants du peuple , ce qui signifie que les enfants du peuple se tournent vers lui.

## Famille
Cecilia Rosa Algotsdotter était la fille d'Algot Pålsson de Pålsätten et de Dorotea, fille de Rörik et d'Ulrika. Elle était également la sœur de Katarina Algotsdotter, belle-fille de Magnus Folkesson et de sa première épouse Sigrid, belle-sœur d'Eskil Magnusson (puisqu'il était le frère d'Arn, Eskil était son beau-frère même après la dissolution du mariage de sa sœur Katarina), Gure (le demi-frère d'Arn), le père Magnus et le linge de bois Suom), Knut Magnusson, Kristina Magnusdotter et une sœur non nommée de Knut et Kristina (la demi-sœur de Arn, via son père Magnus et son autre épouse Erika Joarsdotter) et la tante de Beata Eskilsdotter, Sigrid Eskilsdotter et Torgils Eskilsson (mariée à Ulrika) Leifsdotter, fille de Leif Teamman et père de Knut Torgilsson).
Cecilia Rosa Algotsdotter et Arn Magnusson ont eu deux enfants. Le fils, Magnus Månesköld, a épousé la petite-fille Ingrid Ylva et a eu avec ses fils Birger jarl Magnusson qui ont eu trois enfants avec Signy Olafsdotter de Ulvsätten, son fils Gregers Birgersson et ses filles Sigrid Birgersdotter et Ylva Birgersdotter et ses enfants, Queen Rikissa Birgersdotter Le roi Håkon de Norvège, le roi Valdemar Birgersson de Suède, Magnus Birgersson et Erik Birgersson avec sa femme au foyer, la fille du roi Ingeborg Eriksdotter de la famille Erikska.
Magnus Månesköld et le second fils d'Ingrid Ylva, Eskil Lagman, Magnusson ont épousé la veuve du norvégien Earl Håkan Galin, Christian, qui avait déjà un fils, Knut Earl Håkansson, qui avait épousé Ingrid, la sœur de la reine norvégienne Margaret. Le troisième fils de Magnus Månesköld et d'Ingrid Ylva, Bengt Lawman, a épousé Sigrid Sigstensdotter de la Cour des caisses d'épargne. lui-même avec la fille du marchand Hanelore Kopf et avait avec elle les enfants Gerhard Elofsson et Hilda Elofsdotter, ainsi qu'un enfant indépendant avec Helga.
Arn et Cecilia Rosa avaient également une fille, Alde Arnsdotter, qui épousa le chevalier de Gurmund, Sigurd, fils de Gurmund, et avec elle trois enfants, sa fille aînée, Cecilia Aldesdotter, qui épousa Ardus Ibensson et avait avec lui les enfants Mana Ardusdotter et Arif Ardusson, ainsi que leur plus jeune fille. Ulrika Aldesdotter qui a épousé Erlend Bengtsson de la Cour d’épargne et son fils, les Chevaliers Roland (a choisi le nom Aldesson, a reçu le nom de Sigurdsson de son cousin Birger Earl en l’appelant le premier chevalier de Suède.)

## Filmisation
Dans les films Arn, chevalier du Temple et Arn, le royaume au bout du chemin , Cecilia Algotsdotter a été jouée par l’acteur Sofia Helin